# تاريخ الجزائر العام (كتاب)
تاريخ الجزائر العام. كتاب في تاريخ الجزائر ألفه عبد الرحمن بن محمد الجيلالي نُشر سنة 1965 ضمه في مجلدين يحتوي على 758 صفحة.
تطرق في الكتاب بشكل عام إلى تاريخ الجزائر بدون ذكر التفاصيل والخلافات حتى يستعان به في استعماله في منهج المدارس الوطنية كم ذكر في المقدمة.